# (36642) 2000 QU186
2000 QU186 (asteroide 36642) é um asteroide da cintura principal. Possui uma excentricidade de 0.08127400 e uma inclinação de 5.49715º.
Este asteroide foi descoberto no dia 26 de agosto de 2000 por LINEAR em Socorro.